# Zentiva

Logo

Die Zentiva N.V. ist ein tschechisches international operierendes Pharmaunternehmen, das sich auf die Entwicklung, Produktion und den Vertrieb von generischen Produkten spezialisiert hat. Das Unternehmen war von 2009 bis 2018 Teil der Sanofi-Gruppe und die Marke derer generischen Erzeugnisse. Im Jahr 2018 wurde Zentiva von Advent International gekauft.

## Geschäftsdaten
Die Zentiva-Gruppe beschäftigt heute fast 6000 Mitarbeiter und verfügt über zwei Forschungs- und Entwicklungszentren in Prag/Tschechien und in Ankleshwar/Indien sowie vier eigene Produktionsstandorte in Prag/Tschechische Republik, 2× Bukarest/Rumänien und Ankleshwar/Indien. Diese Standorte stellen mehr als 70 % des Produktangebots von Zentiva her, der Rest kommt von mehr als 250 Zulieferern. 2008 lag der Umsatz der noch eigenständigen Zentiva-Gruppe bei 664 Millionen Euro. 2010 erwirtschaftete der Mutterkonzern einen Gesamtumsatz im Bereich Generika von rund 1,5 Milliarden Euro, zu dem aber noch die ebenfalls 2009 erworbenen Unternehmen Kendrick und Medley zählen.
Für den Vertrieb in Deutschland ist die ebenfalls zur Sanofi-Gruppe gehörende Winthrop Arzneimittel GmbH zuständig, in der Schweiz die Helvepharm AG in Frauenfeld.

## Geschichte
Die Wurzeln des Unternehmens gehen zurück auf eine ehemalige Apotheke im heutigen Prag, die ihre erste Erwähnung 1488 fand und den Namen Schwarzer Adler („U černého orla“) trug. 1857 wurde diese Apotheke von Benjamin Fragner erworben, dessen Enkel Jiří Fragner sich 1928 entschied, einen pharmazeutischen Betrieb in Prag, in Dolní Měcholupy, aufzubauen, wo noch heute der Hauptsitz der Zentiva N.V. ist.
Nach der Verstaatlichung 1946 in der kommunistischen Tschechoslowakei wurde nach dem Zusammenbruch des Kommunismus das Unternehmen wieder privatisiert und trug ab 1993 den Namen Léčiva (Arzneimittel). Dieser Privatisierungsprozess war 1998 abgeschlossen und das Unternehmen firmierte nun als Aktiengesellschaft. 2003 wurde das Unternehmen in Zentiva N.V. umbenannt und integrierte im gleichen Jahr das slowakische Unternehmen Slovakofarma, weitere Akquisitionen folgten 2005, Sicomed, und 2007 der Pharmabereich des türkischen Unternehmens Eczacibaşi.
2009 stockte der französische Pharmakonzern Sanofi seinen 2006 erworbenen 25-prozentigen Anteil an Zentiva auf und übernahm das Unternehmen komplett. Zentiva wurde ein Teil der Sanofi-Gruppe und stärkte die Position des Mutterkonzerns im osteuropäischen Raum. 2011 entschied sich der Mutterkonzern seine gesamten Generikaaktivitäten unter der Marke Zentiva zu bündeln und so den drittgrößten Generikakonzern in Europa zu schaffen.